# Speed Interceptor III
Speed Interceptor III (Speedtrap) è un film del 1977, diretto da Earl Bellamy e interpretato da Joe Don Baker, Tyne Daly e Richard Jaeckel.

## Trama
Stati Uniti seconda metà degli anni settanta. Dopo un'ondata di furti d'auto non risolti, una compagnia di assicurazioni ingaggia l'investigatore privato Pete Novick per cercare di risolvere il caso. Mentre il capo della polizia non è entusiasta di avere un estraneo tra i piedi, uno degli ufficiali del distretto, che è anche la ex fidanzata di Novick, è più che disposta ad aiutarlo a portare a termine la missione.

## Promozione

### Slogan
Lo slogan utilizzato per la promozione del film all'epoca della sua programmazione nelle sale cinematografiche statunitensi è stato: Crazy for speed and driving for revenge!

## Distribuzione
Il film è stato distribuito nelle sale cinematografiche italiane solo a livello regionale nella prima metà del 1983.

### Data di uscita
Alcune date di uscita internazionali nel corso degli anni sono state:
- 1º settembre 1977 in Paesi Bassi (Speedtrap)[5]
- 1º aprile 1978 negli Stati Uniti (Speedtrap)[6]
- 28 giugno 1978 in Francia (La Folle Cavale)[7]

### Edizioni home video
La pellicola è stata distribuita per il mercato home video italiano su una videcassetta VHS della General Video Recording (GVR) con in codice 312.

## Accoglienza
La critica italiana ha dato un giudizio tutto sommato positivo alla pellicola anche se la ritiene quasi esclusivamente ad uso e consumo di chi ama i film ricchi di azione e di inseguimenti automobilistici ad opera di valorosi stuntmen. Questi ultimi, tra l'altro, vengono giudicati, in questo caso, più bravi e convincenti degli attori protagonisti.